# Francisco Rojo Mellado
Francisco Rojo Mellado (Málaga, 1817-Málaga, 1890) fue un pintor, fotógrafo y litógrafo español.

## Biografía
Nació en Málaga en 1817. Como pintor fue autor de numerosos retratos y marinas, expuestos en la segunda mitad del siglo XIX en los comercios de Málaga. Llamaron entre ellos la atención unas Vistas del muelle y Faro de Málaga. También cultivó la litografía y la fotografía. Falleció el 13 de septiembre de 1890 en Málaga.